# Re despiertos
Re despiertos es un programa de cross media argentino el cual se emite por el canal de noticias TN de lunes a viernes en la madrugada. Es conducido por Guido Martínez.
El programa repasa muchas noticias del día y cuenta con secciones de entretenimiento, música, deportes, espectáculo y viajes por el mundo a través de cámaras web antes de irte a dormir.

## Equipo
- Conducción: Guido Martínez.
- Deportes: Juan Butvilofsky.
- Producción: Anabella Blanyero y Georgina Borges.

## Secciones
- Madrugadas de entrevistas: reportajes con figuras destacadas.
- Madrugadas musicales: artistas y bandas musicales hacen presentaciones en vivo en el programa, generalmente los días lunes y viernes.
- Madrugadas de emprendedores: entrevistas con personas comunes que llevan a cabo un emprendimiento particular.
- Madrugadas culinarias: personas que se dedican a la cocina pasan por el programa para mostrar sus elaboraciones.
- Madrugadas artísticas: personas que se dedican a la pintura o al dibujo hablan de su experiencia y realizan trabajos en vivo.
- Café con Buti: inicialmente, Juan Butvilofsky presentaba el resúmen de la jornada de los Juegos Olímpicos de París en una escenografía similar al de un café en París. Tras la finalización de estos, el bloque regresó para presentar el resumen deportivo del fin de semana, titulado como Café con Buti 2.0.
- Amigxs por el mundo: entrevistas a personas que viven en los diferentes rincones del planeta.
- Pasó en las redes: repaso de videos virales en las redes sociales.
- Derribando Tabúes: columna sobre sexualidad y erotismo con Georgina Borges.

## El Pase
Durante la primera hora aproximadamente, se realiza el traspaso con el programa que finaliza, TN de Noche, denominado El Pase, contando con la presencia de Juan Butvilofsky y Javier Fabracci. Este segmento varía entre especiales de manualidades, juegos con invitados y noches de impro, con la participación de Gaby Gávila. También, los días viernes se hace una "Sobremesa", donde el grupo conversa con una figura destacada como invitada.
Otros periodistas del canal participaron de "El Pase". Se destacan a Franco Mercuriali, Fernando Molinero y Eleonora Pérez Caressi -"la Beba"-, quienes junto a Guido, Buti y Fabra, formaron parte de este segmento durante la pandemia de COVID-19, haciendo compañía a la gente que debía resguardarse en sus hogares por la cuarentena obligatoria. Luego, cada uno dejó de participar: la Beba renunció a Artear a principios de 2023; Fernando dejó la conducción de Re despiertos a principios de 2024 para abocarse a la conducción de La Viola y a fines del mismo año también dejó El Pase; Franco dejó TN de Noche (y El Pase) para conducir TN Central desde febrero de 2025. 

#### Juegos
Entre 2019 y 2024, el segmento pasó a ser principalmente de juegos entre los periodistas, muchos de ellos interactivos con la audiencia a través de las redes sociales. Entonces, el elenco habitualmente se dividía en dos equipos bajo las denominaciones de sus respectivos programas: TN de Noche (Franco, Buti y Fabra) y Re despiertos (Fernando, Guido y la Beba). Estos son solo algunos de los juegos destacados durante estos años de "El Pase":
- "Enga con prendas": similar al Jenga de los programas de Gerardo Sofovich. Las piezas del Jenga son de un tamaño mayor al habitual, y cada movida de piezas conlleva a "prendas", premios o castigos para el jugador de turno, su equipo o sus adversarios, que llevan de tener que mover otras piezas inmediatamente, hasta la eliminación de jugadores rivales.
- "Parole parole": un integrante del equipo debe guiar a su compañero a adivinar palabras.
- "Noche de impro": una vez por mes, los integrantes de "El Pase" compiten en juegos de improvisación de situaciones. Participa como conductor invitado del juego el humorista Gaby Gávila.
- "Multijuegos": mini competencia con juegos variados que incluyen el "Dígalo con el cuerpo", "Dígalo con dibujos", "8 al hilo" o "60 segundos al palo", "Escalera al cielo", "Palabra santa", "Letra diabólica", "Cantapalabra", "Frutipase", "Ahorcado", "Orden y progreso", "Intrusa", "Memotest" y "Sopa de letras".
- "El peso justo": los miembros de "El Pase" deben acertar al peso de un objeto mediante tazas o tazones de helados.
- "Pasingrilla": juego similar al crucigrama, conducido por Javier Fabracci.
- "Cuánto me conocés": a partir de consignas, los participantes de un equipo deben recordar con la mayor precisión posible anécdotas de la vida de los jugadores rivales.
- "El corchazo": juego similar al "corchito" de los programas de Nicolás Repetto.
- "La kermesse del pase": los participantes debían enfrentarse en varios juegos similares a los de una kermés.
- "Ahorcado": dos personas del público, mediante videoconferencia, participaban junto al elenco de "El Pase" en un juego de "Ahorcados". En este caso, los equipos se armaban mediante un sorteo por ruleta, con una persona del público por equipo.
- "Dígalo con emojis": los participantes debían adivinar el título de una película o canción a partir de emoticonos propuestos por los jugadores rivales. Este fue el primer juego que se hizo en "El Pase".
- "Juegos culinarios": A diferencia de los juegos habituales de "El Pase", la competencia en los juegos de este estilo eran de carácter individual.
- "Cuccinotta": cada semana, uno de los integrantes del segmento debía cocinar un plato y el resto de sus compañeros debían degustarlo y calificarlo. El que sacaba más puntos al final de la prueba de los platillos era declarado como campeón.
- "Dulcinotta": similar a la Cuccinotta, pero con postres, también preparados por los integrantes del segmento.
- "Navidotta" (2019): similar a la Cuccinotta, pero con platos especiales para las fiestas de fin de año.
- "Catanotta": cada semana, los integrantes del segmento debían probar comidas con los ojos vendados y adivinar sus ingredientes. El que más puntos sacaba era declarado campeón.
- "Navidotta" (2020): en un especial de Navidad de "El Pase", los integrantes debieron preparar un pionono lo más presentable posible.
- "El gran premio del sandwich": cada semana, los integrantes de "El Pase" debían preparar sándwiches creativos para ser degustados por sus compañeros. El que sacaba la mejor calificación mediante emojis era declarado campeón. La duración del juego fue prolongada debido a que algunos integrantes se ausentaron por vacaciones o contagios de COVID-19.

### Otros segmentos de "El Pase"
Previo a que el segmento sea exclusivamente de juegos entre los integrantes, hubo otras secciones:
- Qué hiciste el finde por primera vez: la madrugada de los martes (o noche de lunes) el elenco de "El Pase" contaba anécdotas sobre lo que hayan hecho el fin de semana previo que nunca antes habían hecho en sus vidas.
- Miércoles retro: el elenco recuerda vivencias de la infancia, adolescencia o primeros años de adultos.
- Noticias de sobremesa: Fernando Molinero, Guido Martínez y Eleonora Pérez Caressi debían presentarle a Franco Mercuriali noticias curiosas de la semana que pudiesen ser contadas en una sobremesa.
- La sobremesa: actualmente, en la madrugada de los viernes o noche de jueves, el elenco de "El Pase" se reúne en una mesa al estilo de una conversación entre amigos, a la que se suma una figura o personalidad destacada como invitada.

## La fiesta de "El Pase"
Desde el 25 de abril hasta el 19 de diciembre de 2020, y durante la cuarentena por la pandemia de coronavirus, el equipo de TN de Noche y Re Despiertos crearon una fiesta virtual en la que los televidentes se podían sumar a través de una plataforma de videollamadas, contando en el estudio con un DJ en vivo musicalizando la noche y diversas temáticas, que iba los sábados de 1 a 3.
Varios famosos participaron del programa, como Fey, Joaquín Levinton, Martín Bossi, Marcela Morelo, entre otros.
Además, se hacía la competencia de Lip Sync, un juego donde los integrantes del programa debían realizar simulaciones de canto. Los miembros se dividían en tres parejas, aunque a veces podían contar con alguna participación especial de un tercer integrante o con una presentación individual. La pareja ganadora de la semana era determinada por el voto del público a través de las videoconferencias y por el invitado asistente al programa. Las tres parejas al principio se sorteaban cada semana, pero luego se mantuvieron duplas fijas en la mayoría de las ediciones, siendo conformadas por: Franco Mercuriali y Juan Butvilofsky; Fernando Molinero y Javier Fabracci; Guido Martínez y Eleonora Pérez Caressi.